# Лампрехт, Гюнтер
Гюнтер Ганс Ла́мпрехт (нем. Günter Hans Lamprecht; 21 января 1930[…], Берлин — 4 октября 2022, Бад-Годесберг, Германия) — немецкий актёр.

## Биография
Лампрехт родился в семье водителя такси, не окончил обучение на кровельщика и работал мастером в ортопедической промышленности. Обучался в актёрской школе имени Макса Рейнхардта в Западном Берлине и с 1954 года исполнял небольшие роли в постановках Ганса Литцау и Эрвина Пискатора в Театре Шиллера. Первое предложение постоянной работы в театре поступило от Бохумского драматического театра, затем Лампрехт перешёл в Театр Оберхаузена, где проработал с 1959 по 1961 годы. Лампрехт исполнял роли людей из народа, например, Стэнли Ковальски в «Трамвае „Желание“» и Пауля Джона в «Крысах» Гауптмана.
Первое появление Лампрехта на экранах телевизоров произошло прежде всего благодаря его ролям в телеспектаклях, за которыми последовали приглашения на роли в телевизионных сериалах. В 1979 году Райнер Вернер Фасбиндер пригласил его сниматься в «Замужестве Марии Браун», а затем в экранизации романа Альфреда Дёблина «Берлин, Александерплац». Эта роль стала для Лампрехта судьбоносной. Всеобщую популярность принесла Лампрехту роль берлинского комиссара полиции Франца Марковича в сериале «Место преступления».
1 ноября 1999 года по окончании спектакля Лампрехт и его сожительница Клаудиа Амм получили тяжелые огнестрельные ранения в результате нападения на них 16-летнего преступника. Актёр в течение нескольких лет безуспешно пытался добиться уголовного преследования в отношении родителей несовершеннолетнего нападавшего.
Гюнтер Лампрехт выпустил мемуары в двух частях, рассказав в том числе о своей юности в Третьем рейхе и в послевоенной Германии. Участвует в работе общественных организаций и арт-проектах. Проявлял политическую активность и поддерживал на выборах СДПГ.
Скончался 4 октября 2022 года.

## Фильмография
- 1954 — Verliebt, verlobt, verheiratet — музыкант
- 1957 — Besuch im Ruhrgebiet
- 1960 — Die Brücke des Schicksals
- 1964 — Hafenpolizei
- 1966 — Melissa
- 1967 — Das Kriminalmuseum
- 1968 — Der Meisterboxer
- 1969 — Der Vetter Basilio
- 1970—1982 — Место преступления / Tatort — комиссар полиции Франц Маркович
- 1972 — Частный детектив Франк Кросс / Privatdetektiv Frank Kross — Персиков
- 1973 — Мир на проводе / Welt am Draht — Фриц Вальфанг
- 1974 — Martha
- 1975 — Das Messer im Rücken
- 1975 — Stellenweise Glatteis
- 1975 — Sie kommen aus Agarthi — агент Лентьев
- 1976 — Der Stumme
- 1976 — Das Brot des Bäckers
- 1976 — Die Ilse ist weg
- 1976 — Weder Tag noch Stunde
- 1977 — Rückfälle
- 1978 — Замужество Марии Браун / Die Ehe der Maria Braun — Ханс Ветцель
- 1979 — Die Schattengrenze
- 1979 — Die große Flatter
- 1979 — Das gefrorene Herz
- 1979 — Фабиан / Fabian
- 1980 — Берлин, Александерплац / Berlin Alexanderplatz — Франц Биберкопф
- 1981 — Подводная лодка / Das Boot— капитан «Везера»
- 1982 — Flüchtige Bekanntschaften
- 1982 — Die Komplizen
- 1982 — Milo Barus, der stärkste Mann der Welt
- 1983 — Blutiger Schnee
- 1983 — Is was, Kanzler?
- 1984 — Der Alte
- 1984 — Человек по имени Парвус / Ein Mann namens Parvus — Александр Парвус
- 1985 — Liebe ist kein Argument
- 1985 — Liebfrauen
- 1986 — Красный поцелуй / Rote Küsse
- 1986 — Roncalli
- 1987 — Gegen die Regel
- 1987 — Christian Rother — Bankier für Preußen
- 1989 — Dort oben im Wald bei diesen Leuten
- 1989 — Die Männer vom K3
- 1990 — Смерть в Базеле / Der Tod zu Basel
- 1990 — Рон и Таня / Ron und Tanja
- 1991 — Herzsprung
- 1991—1999 — Место преступления / Tatort — комиссар полиции Франц Маркович
- 1993 — Engel ohne Flügel
- 1994 — Страх / Angst
- 1994 — Der letzte Kosmonaut — генерал Салтыков
- 1997 — Comedian Harmonists — режиссёр Эрик Чарелл[нем.]
- 1997 — Берлин — Москва / Berlin — Moskau
- 1998 — Ein fast perfektes Alibi
- 1999 — Mein Freund Balou
- 2002 — Ночь Эпштейна / Epsteins Nacht
- 2005 — Йозеф и Мария / Josef und Maria — Йозеф
- 2007 — Der Fährmeister
- 2013 — Sein Kampf —  Давид Стейн
- 2013 — Wir
- 2016 — Место преступления / Tatort — комиссар полиции Франц Маркович
- 2017 — Вавилон-Берлин (сериал) — Пауль фон Гинденбург